# Cementiri marí de Mahdia
El cementiri marí de Mahdia, a Tunísia, és un lloc d'enterrament de la ciutat de Mahdia on existeixen milers de tombes distribuïdes sense ordre i col·locades al llarg de segles. Se situen entre la fortalesa otomana de Bordj el Kebir i el vell port de la ciutat construït pels fatimites i suposadament usat antigament pels fenicis i cartaginesos, a les roques del Ras Ifriqya, defensat per una cadena. En aquest lloc van desembarcar els pisans i genovesos el 1087.